# Lợn hươu Bắc Sulawesi
Lợn hươu Bắc Sulawesi (Babyrousa celebensis) là một loài động vật giống lợn nguồn gốc từ miền bắc Sulawesi và gần quần đảo Lembeh tại Indonesia. Nó có hai cặp ngà lớn gồm những răng nanh lớn mở rộng. Răng nanh trên xuyên qua đầu mõm, uốn cong về phía trán. Lợn hươu Bắc Sulawesi bị đe dọa bởi nạn săn bắn và phá rừng.

## Phân loại
Cùng với các thành viên khác của chi Babyrousa, loài lợn huơu Bắc Sulawesi thường được xem là một phân loài của loài Babyrousa babyrussa phổ biến, nhưng những nghiên cứu gần đây cho thấy rằng có thể có một số loài khác nhau dựa trên cơ sở địa lý, kích thước cơ thể, lượng lông trên cơ thể, và hình dạng của răng nanh trên của con đực. Sau khi chia tay, "đúng" Babyrousa babyrussa được giới hạn ở Buru và quần đảo Sula.
Hầu hết các chuyên gia đều đồng ý rằng loài này là một phần của họ lợn, và là một trong những thành viên sống lâu nhất trong họ, đại diện cho một phân họ, Babyrousinae, phân nhánh ra khỏi chi nhánh của gia đình lợn (phân họ Phacochoerini) trong Oligocene hoặc sớm Miocen.

## Mô tả

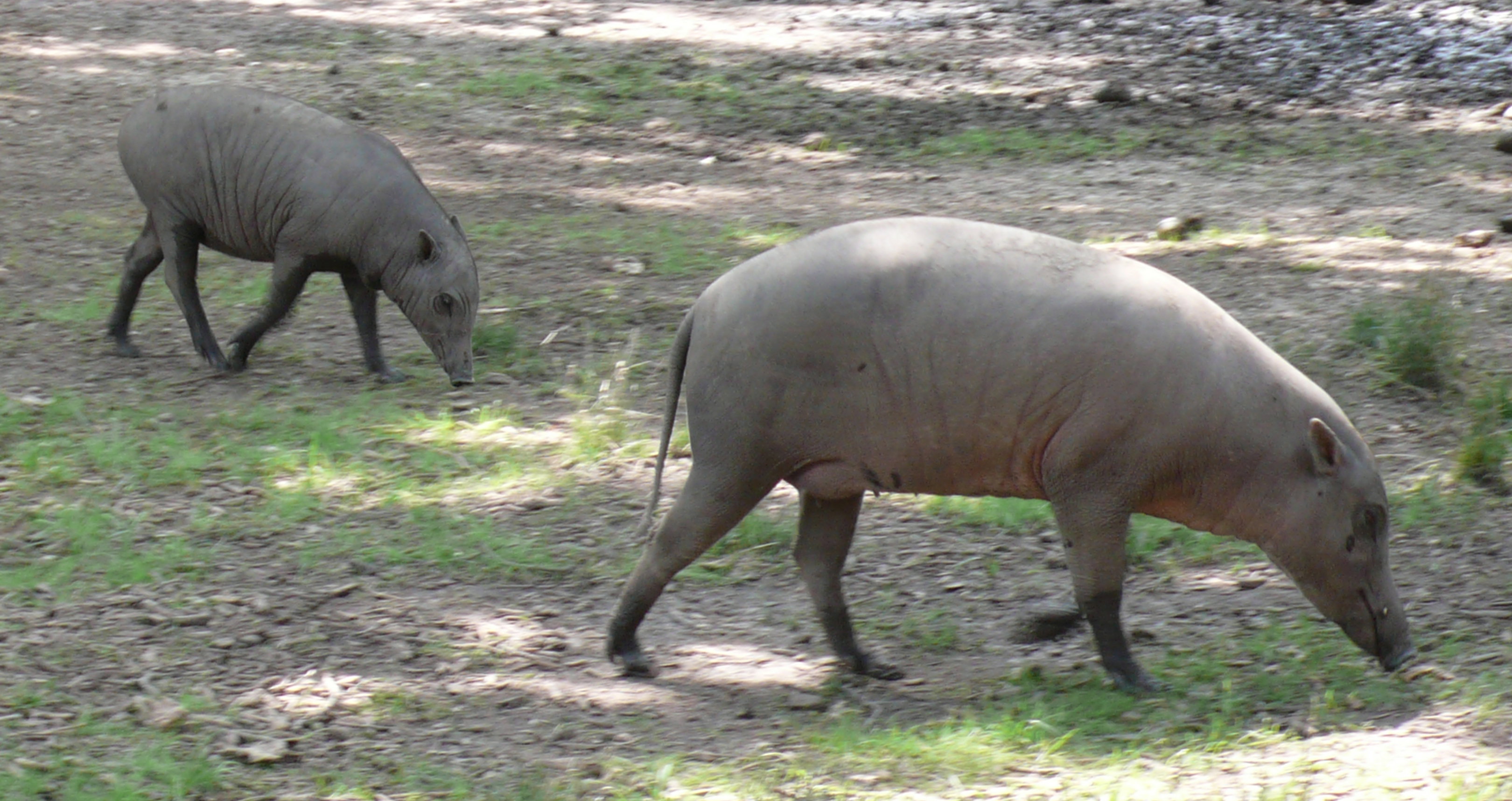
Cả con cái và con non đều thiếu "ngà"

Lợn hươu Bắc Sulawesi có chiều dài đầu và thân 85–110 cm (33–43 in) và nặng tới 100 kg (220 lb). Nó hầu như không có lông (dễ dàng để lộ làn da màu xám của nó), và đuôi cũng gần như không có lông. Ở con đực, răng nanh trên tương đối dài và dày cong mạnh. Răng nanh trên có thể phát triển về phía sau cho đến khi chúng xuyên vào hộp sọ của lợn hươu đực.
Ở con cái, răng nanh ngắn hơn và thường không nhô ra.

## Hình ảnh

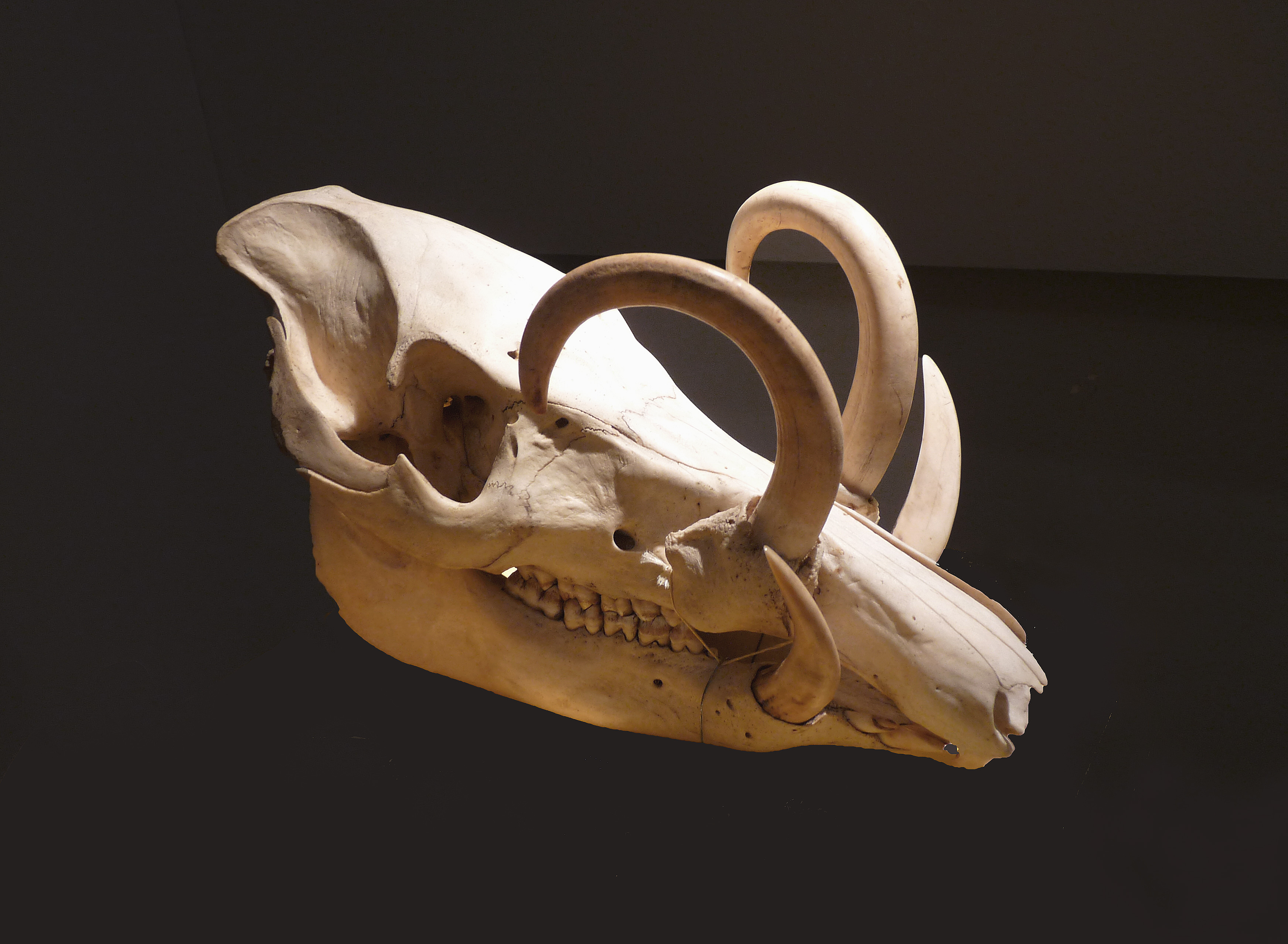
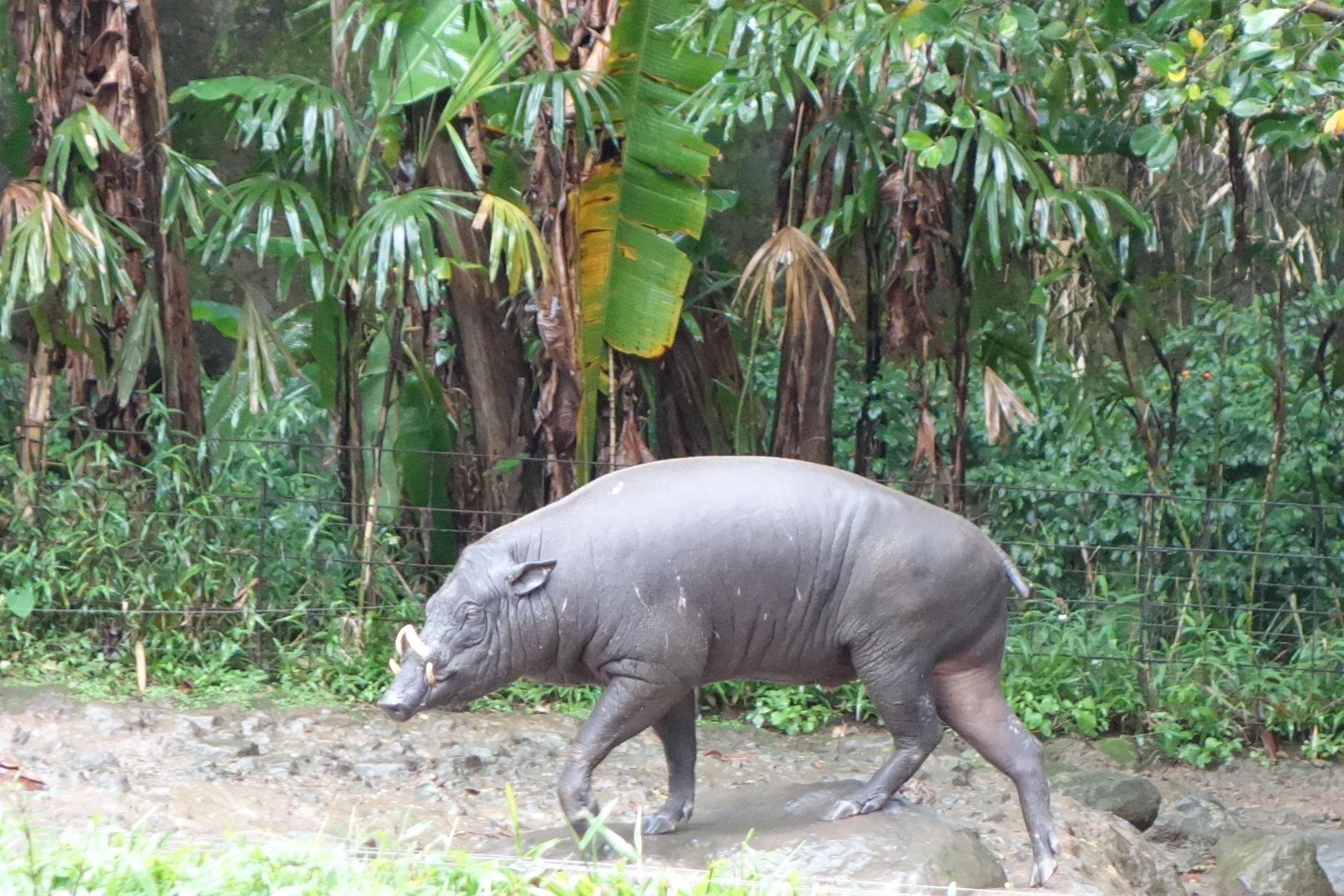
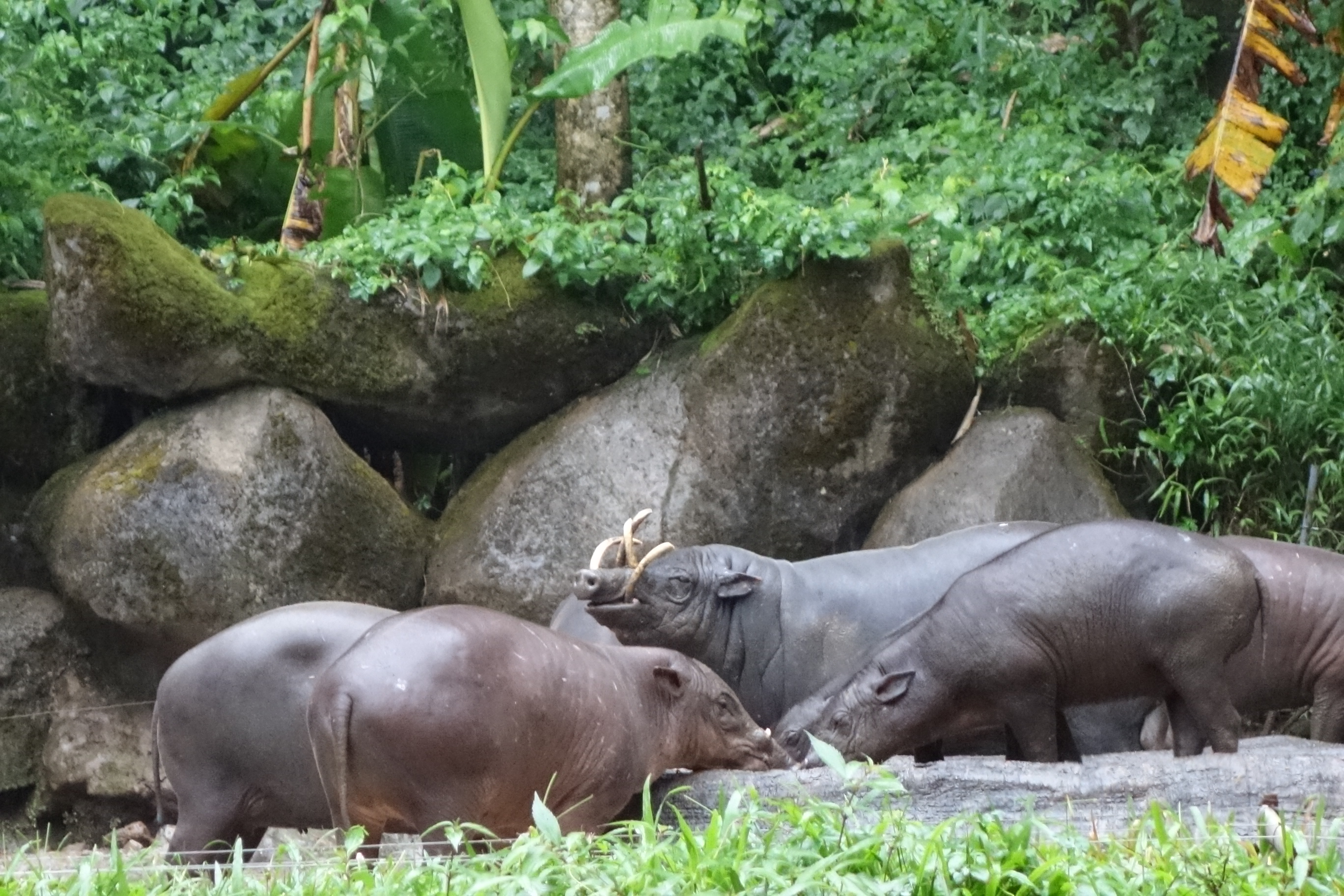